# Valle de San Juan (vlakte)
De Valle de San Juan is een vlakte in het westen van de Dominicaanse Republiek. De vlakte ligt langs de Sierra de Neiba. In Haïti gaat ze over in het Plateau Central. De maximale hoogte bedraagt 400 meter. De vlakte is relatief droog, omdat ze in de regenschaduw ligt van de Cordillera Central. Er wordt veel landbouw bedreven. Er is maar weinig natuurlijke begroeiing meer over. Door de vallei stroomt de rivier Yaque del Sur.